# Sublime Frequencies
Sublime Frequencies és un segell discogràfic amb seu a Seattle, Washington que se centra exclusivament en l'adquisició i l'exposició de paisatges foscos i sons de les fronteres urbanes i rurals, tant modernes, com tradicionals, majoritàriament del Sud-est asiàtic, Nord d'Àfrica i l'Orient mitjà.
Els seus llançaments es divideixen principalment en quatre categories: enregistraments de camp, compilacions de música folk i música pop, collages de ràdio de localitats geogràfiques específiques, i DVDs. La companyia és dirigida per Alan Bishop i Hisham Mayet. Les seves emissions es produeixen en quantitats limitades (en general 1.000 exemplars), i no solen ser reimpresses després que aquestes còpies es venguin, de manera que alguns dels llançaments de la companyia queden fora de catàleg.

## Producció
Aquestes són les seves obres publicades a data de 2008:

### CDs
- SF 001 - Folk and Pop Sounds of Sumatra Vol.1
- SF 002 - Radio Java
- SF 003 - Night Recordings From Bali
- SF 006 - Princess Nicotine: Folk and Pop Music of Myanmar (Burma)
- SF 007 - Radio Morocco
- SF 008 - Radio Palestine: Sounds of the Eastern Mediterranean
- SF 009 - I Remember Syria 2-CD
- SF 011 - Cambodian Cassette Archives: Khmer Folk & Pop music Vol. 1
- SF 012 - Bush Taxi Mali: Field Recordings From Mali
- SF 013 - Brokenhearted Dragonflies: Insect Electronica from Southeast Asia
- SF 014 - Radio India: The Eternal Dream of Sound 2-CD
- SF 016 - Streets of Lhasa
- SF 017 - Harmika Yab Yum: Folk Sounds From Nepal
- SF 018 - Folk and Pop Sounds of Sumatra Vol. 2
- SF 019 - Molam: Thai Country Groove From Isan
- SF 020 - Radio Phnom Penh
- SF 021 - Radio Sumatra: The Indonesian FM Experience
- SF 023 - Radio Pyongyang: Commie Funk and Agit Pop from the Hermit Kingdom
- SF 024 - Guitars of the Golden Triangle: Folk and Pop Music of Myanmar Vol. 2
- SF 025 - Choubi Choubi! Folk and Pop Sounds from Iraq
- SF 027 - Ethnic Minority Music of Northeast Cambodia
- SF 028 - Radio Thailand: Transmissions from the Tropical Kingdom 2-CD
- SF 029 - Radio Algeria
- SF 030 - Group Doueh: Guitar Music From The Western Sahara
- SF 031 - Omar Souleyman: Highway to Hassake (Folk and Pop Sounds of Syria)
- SF 032 - Thai Pop Spectacular (1960s-1980s)
- SF 033 - Molam: Thai Country Groove From Isan Vol. 2
- SF 034 - Group Inerane: Guitars From Agadez (Music of Niger)
- SF 035 - Music of Nat Pwe: Folk and Pop Music of Myanmar Vol. 3
- SF 036 - Ethnic Minority Music of Southern Laos
- SF 037 - Ethnic Minority Music of North Vietnam
- SF 038 - Proibidão C.V: Forbidden Gang Funk From Rio de Janeiro
- SF 039 - Latinamericarpet: Exploring the Vinyl Warp of Latin American Psychedelia Vol. 1
- SF 043 - Bollywood Steel Guitar
- SF 044 - Radio Myanmar (Burma)
- SF 045 - 1970's Algerian Proto-Rai Underground
- SF 049 - Omar Souleyman: Dabke 2020 (Folk and Pop Sounds of Syria)
- SF 050 - Siamese Soul: Thai Pop Spectacular Vol. 2
- SF 051 - Singapore A-Go-Go
- SF 053 - Koes Bersaudara 1967
- SF 054 - Dara Puspita 1966-1968
- SF 055 - Omar Souleyman: Jazeera Nights
- SF 057 - Ethnic Minority Music of Northwest Xinjiang (China)
- SF 058 - Koes Plus Volumes 1 & 2 (1969-1970)
- SF 059 - My Friend Rain

### DVDs
- SF 004 - Nat Pwe: Burma's Carnival of Spirit Soul
- SF 005 - Jemaa El Fna: Morocco's Rendezvous of the Dead
- SF 010 - Folk Music of the Sahara: Among the Tuareg of Libya
- SF 015 - Isan: Folk and Pop Music of Northeast Thailand
- SF 022 - Niger: Magic and Ecstasy in the Sahel
- SF 026 - Phi Ta Khon: Ghosts of Isan
- SF 040 - Sumatran Folk Cinema
- SF 041 - Musical Brotherhoods From The Trans-Saharan Highway
- SF 047 - Palace of the Winds
- SF 059 - My Friend Rain

### LPs
- SF 030 - Group Doueh: Guitar Music From The Western Sahara
- SF 031 - Omar Souleyman: Highway to Hassake (Folk and Pop Sounds of Syria) 2-LP
- SF 034 - Group Inerane: Guitars From Agadez (Music of Niger)
- SF 042 - Shadow Music Of Thailand
- SF 045 - 1970's Algerian Proto-Rai Underground
- SF 046 - Group Bombino - Guitars From Agadez, Vol. 2
- SF 048 - Group Doueh: Treeg Salaam
- SF 052 - Omar Khorshid: Guitar El Chark (Guitar of the Orient)
- SF 056 - Ecstatic Music of the Jemaa El Fna
- SF 060 - Saigon Rock & Soul: Vietnamese Classic Tracks 1968-1974
- SF 061 - Group Inerane: Guitars From Agadez Vol 3
- SF 062 - Hayvanlar Alemi: Guarana Superpower
- SF 063 - Group Doueh: Beatte Harab
- SF 064 - Pakistan: Folk & Pop Instrumentals 1966 - 1976